# Tour de Belgique 2021
La 90e édition du Tour de Belgique, officiellement Baloise Belgium Tour 2021, a lieu du 9 au 13 juin 2021. La course fait partie du calendrier UCI ProSeries 2021 en catégorie 2.Pro. L'édition 2020 avait été annulée en raison de la pandémie de Covid-19. Le Tour est remporté par Remco Evenepoel qui signe sa seconde victoire pour cette course.

## Parcours
Partant de Beveren dans le pays de Waes, la première étape se termine à Maarkedal, au cœur des Ardennes flamandes, comprenant les ascensions du Fortstraat (côté Taaienberg), de l'Ellestraat et du Berg ten Houte situé à 1,2 km de l'arrivée. La deuxième étape est disputée contre-la-montre sur une distance de 11,2 kilomètres à la côte belge, à Knokke-Heist où le vent pourrait jouer un rôle prépondérant. La troisième étape assez plate se déroule de Gingelom à Scherpenheuvel-Zichem. La quatrième étape est la plus difficile. Partant et arrivant à Hamoir, elle franchit en début d'étape des côtes de la Flèche wallonne comme la côte d'Ereffe et le célèbre Mur de Huy puis gravit deux fois Les Kimones, une côte située entre Néblon-le-Pierreux et Hermanne dont le dernier passage se situe à 10 km du terme puis la côte de Houmart à 7,5 km de l'arrivée. La cinquième étape présente peu de relief et relie Turnhout à Beringen.

## Équipes
Classé en catégorie 2.Pro de l'UCI ProSeries, le Tour de Belgique est par conséquent ouvert aux WorldTeams dans la limite de 70 % des équipes participantes, aux équipes continentales professionnelles, aux équipes continentales belges, aux équipes continentales étrangères dans la limite de deux, et à une équipe nationale belge.
Vingt-et-une équipes participent à la course dont huit équipes World Tour.
| WorldTeams (8)- Bora-Hansgrohe - Deceuninck-Quick Step - Intermarché-Wanty-Gobert Matériaux - Jumbo-Visma - Lotto Soudal - Qhubeka Assos - Team DSM - Trek-Segafredo ProTeams (9)- Alpecin-Fenix - Arkéa-Samsic - B&B Hotels p/b KTM - Bardiani CSF Faizanè - Bingoal Pauwels Sauces WB - Team Novo Nordisk - Sport Vlaanderen-Baloise - Total Direct Énergie - Vini Zabù Équipes continentales (3)- BEAT Cycling - Baloise-Trek Lions - Tarteletto-Isorex |
| |

## Favoris
Le jeune Belge Remco Evenepoel (Deceuninck Quick Step), dernier vainqueur de l'épreuve en 2019, fait figure de grand favori à la victoire finale. Les autres favoris sont le Belge Victor Campenaerts (Qhubeka), l'Italien Davide Ballerini (Deceuninck Quick Step) sans oublier le vétéran belge Phlippe Gilbert (Lotto-Soudal). Parmi les outsiders, on peut citer les Belges Toon Aerts (Baloise Trek Lions), Jasper Philipsen (Alpecin Fenix), Jelle Vanendert (Bingoal WB), Yves Lampaert (Deceuninck Quick Step), Sep Vanmarcke (Israel Start-Up), le Tchèque Zdeněk Štybar (Deceuninck Quick Step), le Néerlandais Niki Terpstra (Total Direct Energie) et le Français Bryan Coquard (B&B Hotels),

## Étapes
| Étape     | Date    | Villes étapes               | type                        | Distance (km) | Vainqueur d'étape | Leader du classement général |
| --------- | ------- | --------------------------- | --------------------------- | ------------- | ----------------- | ---------------------------- |
| 1re étape | 9 juin  | Beveren – Markedal          | étape de plaine             | 175,3         | Robbe Ghys        | Remco Evenepoel              |
| 2e étape  | 10 juin | Knocke-Heyst – Knocke-Heyst | contre-la-montre individuel | 11,2          | Remco Evenepoel   | Remco Evenepoel              |
| 3e étape  | 11 juin | Gingelom – Montaigu-Zichem  | étape de plaine             | 174,4         | Caleb Ewan        | Remco Evenepoel              |
| 4e étape  | 12 juin | Hamoir – Hamoir             | étape vallonnée             | 152,7         | Caleb Ewan        | Remco Evenepoel              |
| 5e étape  | 13 juin | Turnhout – Beringen         | étape de plaine             | 178,7         | Mark Cavendish    | Remco Evenepoel              |

## Déroulement de la course

### 1reétape
Une échappée de huit hommes se crée au début de l'étape et fait la course en tête pendant une bonne partie de l'étape. À 30 kilomètres de l'arrivée, les Belges Gianni Marchand (Tarteletto) et Robbe Ghys (Sport Vlaanderen La Baloise) sont les deux derniers rescapés de cette échappée. Ils sont toutefois rattrapés par Remco Evenepoel (Deceuninck Quick Step) et Victor Campenaerts (Qhubeka) sortis du peloton. Le quatuor ainsi formé est exclusivement mené par Evenepoel. L'écart avec le peloton se maintient aux alentours des 30 secondes. Dans une côte à 6 kilomètres du terme, Campenaerts lâche prise, victime de crampes. Evenepoel, Ghys et Marchand se présentent à l'arrivée où Robbe Ghys l'emporte de plusieurs longueurs alors que Remco Evenepoel revêt le maillot de leader du classement général grâce à 9 secondes de bonification récoltées pendant l'étape.
| \| Classement de l'étape \| Classement de l'étape \| Classement de l'étape \| Classement de l'étape \| Classement de l'étape \| \| Coureur \| Coureur \| Pays \| Équipe \| Temps \| \| --------------------- \| --------------------- \| --------------------- \| ---------------------------------- \| --------------------- \| \| 1er \| Robbe Ghys \| Belgique \| Sport Vlaanderen-Baloise \| 4 h 05 min 15 s \| \| 2e \| Remco Evenepoel \| Belgique \| Deceuninck-Quick Step \| + 0 s \| \| 3e \| Gianni Marchand \| Belgique \| Tarteletto-Isorex \| + 0 s \| \| 4e \| Jasper Philipsen \| Belgique \| Alpecin-Fenix \| + 28 s \| \| 5e \| Jasper De Buyst \| Belgique \| Lotto-Soudal \| + 28 s \| \| 6e \| Toon Aerts \| Belgique \| Baloise Trek Lions \| + 28 s \| \| 7e \| Ide Schelling \| Pays-Bas \| Bora-Hansgrohe \| + 28 s \| \| 8e \| Boy van Poppel \| Pays-Bas \| Intermarché-Wanty-Gobert Matériaux \| + 28 s \| \| 9e \| Bryan Coquard \| France \| B&B Hotels p/b KTM \| + 28 s \| \| 10e \| Pascal Eenkhoorn \| Pays-Bas \| Jumbo-Visma \| + 28 s \| |                  |          |                                    |                 |
| |                  |          |                                    |                 |
| Source : ProCyclingStats |                  |          |                                    |                 |
| Classement de l'étape |                  |          |                                    |                 |
| Coureur | Coureur          | Pays     | Équipe                             | Temps           |
| 1er | Robbe Ghys       | Belgique | Sport Vlaanderen-Baloise           | 4 h 05 min 15 s |
| 2e | Remco Evenepoel  | Belgique | Deceuninck-Quick Step              | + 0 s           |
| 3e | Gianni Marchand  | Belgique | Tarteletto-Isorex                  | + 0 s           |
| 4e | Jasper Philipsen | Belgique | Alpecin-Fenix                      | + 28 s          |
| 5e | Jasper De Buyst  | Belgique | Lotto-Soudal                       | + 28 s          |
| 6e | Toon Aerts       | Belgique | Baloise Trek Lions                 | + 28 s          |
| 7e | Ide Schelling    | Pays-Bas | Bora-Hansgrohe                     | + 28 s          |
| 8e | Boy van Poppel   | Pays-Bas | Intermarché-Wanty-Gobert Matériaux | + 28 s          |
| 9e | Bryan Coquard    | France   | B&B Hotels p/b KTM                 | + 28 s          |
| 10e | Pascal Eenkhoorn | Pays-Bas | Jumbo-Visma                        | + 28 s          |

| \| Classement général \| Classement général \| Classement général \| Classement général \| Classement général \| \| Coureur \| Coureur \| Pays \| Équipe \| Temps \| \| ------------------ \| ------------------ \| ------------------ \| ---------------------------------- \| ------------------ \| \| 1er \| Remco Evenepoel \| Belgique \| Deceuninck-Quick Step \| 4 h 05 min 00 s \| \| 2e \| Robbe Ghys \| Belgique \| Sport Vlaanderen-Baloise \| + 5 s \| \| 3e \| Gianni Marchand \| Belgique \| Tarteletto-Isorex \| + 8 s \| \| 4e \| Dimitri Claeys \| Belgique \| Qhubeka Assos \| + 41 s \| \| 5e \| Jasper Philipsen \| Belgique \| Alpecin-Fenix \| + 43 s \| \| 6e \| Jasper De Buyst \| Belgique \| Lotto-Soudal \| + 43 s \| \| 7e \| Toon Aerts \| Belgique \| Baloise Trek Lions \| + 43 s \| \| 8e \| Ide Schelling \| Pays-Bas \| Bora-Hansgrohe \| + 43 s \| \| 9e \| Boy van Poppel \| Pays-Bas \| Intermarché-Wanty-Gobert Matériaux \| + 43 s \| \| 10e \| Bryan Coquard \| France \| B&B Hotels p/b KTM \| + 43 s \| |                  |          |                                    |                 |
| |                  |          |                                    |                 |
| Source : ProCyclingStats |                  |          |                                    |                 |
| Classement général |                  |          |                                    |                 |
| Coureur | Coureur          | Pays     | Équipe                             | Temps           |
| 1er | Remco Evenepoel  | Belgique | Deceuninck-Quick Step              | 4 h 05 min 00 s |
| 2e | Robbe Ghys       | Belgique | Sport Vlaanderen-Baloise           | + 5 s           |
| 3e | Gianni Marchand  | Belgique | Tarteletto-Isorex                  | + 8 s           |
| 4e | Dimitri Claeys   | Belgique | Qhubeka Assos                      | + 41 s          |
| 5e | Jasper Philipsen | Belgique | Alpecin-Fenix                      | + 43 s          |
| 6e | Jasper De Buyst  | Belgique | Lotto-Soudal                       | + 43 s          |
| 7e | Toon Aerts       | Belgique | Baloise Trek Lions                 | + 43 s          |
| 8e | Ide Schelling    | Pays-Bas | Bora-Hansgrohe                     | + 43 s          |
| 9e | Boy van Poppel   | Pays-Bas | Intermarché-Wanty-Gobert Matériaux | + 43 s          |
| 10e | Bryan Coquard    | France   | B&B Hotels p/b KTM                 | + 43 s          |

### 2eétape
Cette étape de la côte belge, disputée contre-la-montre voit un doublé de l'équipe Deceuninck Quick Step : Remco Evenepoel est vainqueur avec deux secondes d'avance sur Yves Lampaert.
| \| Classement de l'étape \| Classement de l'étape \| Classement de l'étape \| Classement de l'étape \| Classement de l'étape \| \| Coureur \| Coureur \| Pays \| Équipe \| Temps \| \| --------------------- \| --------------------- \| --------------------- \| ------------------------ \| --------------------- \| \| 1er \| Remco Evenepoel \| Belgique \| Deceuninck-Quick Step \| 12 min 00 s \| \| 2e \| Yves Lampaert \| Belgique \| Deceuninck-Quick Step \| + 2 s \| \| 3e \| Finn Fisher-Black \| Nouvelle-Zélande \| Jumbo-Visma \| + 18 s \| \| 4e \| Rune Herregodts \| Belgique \| Sport Vlaanderen-Baloise \| + 19 s \| \| 5e \| Frederik Frison \| Belgique \| Lotto-Soudal \| + 19 s \| \| 6e \| Thibault Guernalec \| France \| Arkéa-Samsic \| + 21 s \| \| 7e \| Lasse Norman Leth \| Danemark \| Qhubeka Assos \| + 21 s \| \| 8e \| Koen Bouwman \| Pays-Bas \| Jumbo-Visma \| + 24 s \| \| 9e \| Davide Ballerini \| Italie \| Deceuninck-Quick Step \| + 25 s \| \| 10e \| Connor Swift \| Royaume-Uni \| Arkéa-Samsic \| + 26 s \| |                    |                  |                          |             |
| |                    |                  |                          |             |
| Source : ProCyclingStats |                    |                  |                          |             |
| Classement de l'étape |                    |                  |                          |             |
| Coureur | Coureur            | Pays             | Équipe                   | Temps       |
| 1er | Remco Evenepoel    | Belgique         | Deceuninck-Quick Step    | 12 min 00 s |
| 2e | Yves Lampaert      | Belgique         | Deceuninck-Quick Step    | + 2 s       |
| 3e | Finn Fisher-Black  | Nouvelle-Zélande | Jumbo-Visma              | + 18 s      |
| 4e | Rune Herregodts    | Belgique         | Sport Vlaanderen-Baloise | + 19 s      |
| 5e | Frederik Frison    | Belgique         | Lotto-Soudal             | + 19 s      |
| 6e | Thibault Guernalec | France           | Arkéa-Samsic             | + 21 s      |
| 7e | Lasse Norman Leth  | Danemark         | Qhubeka Assos            | + 21 s      |
| 8e | Koen Bouwman       | Pays-Bas         | Jumbo-Visma              | + 24 s      |
| 9e | Davide Ballerini   | Italie           | Deceuninck-Quick Step    | + 25 s      |
| 10e | Connor Swift       | Royaume-Uni      | Arkéa-Samsic             | + 26 s      |

| \| Classement général \| Classement général \| Classement général \| Classement général \| Classement général \| \| Coureur \| Coureur \| Pays \| Équipe \| Temps \| \| ------------------ \| ------------------ \| ------------------ \| --------------------- \| ------------------ \| \| 1er \| Remco Evenepoel \| Belgique \| Deceuninck-Quick Step \| 4 h 17 min 00 s \| \| 2e \| Yves Lampaert \| Belgique \| Deceuninck-Quick Step \| + 45 s \| \| 3e \| Gianni Marchand \| Belgique \| Tarteletto-Isorex \| + 53 s \| \| 4e \| Finn Fisher-Black \| Nouvelle-Zélande \| Jumbo-Visma \| + 1 min 01 s \| \| 5e \| Koen Bouwman \| Pays-Bas \| Jumbo-Visma \| + 1 min 07 s \| \| 6e \| Connor Swift \| Royaume-Uni \| Arkéa-Samsic \| + 1 min 09 s \| \| 7e \| Ide Schelling \| Pays-Bas \| Bora-Hansgrohe \| + 1 min 10 s \| \| 8e \| Oscar Riesebeek \| Pays-Bas \| Alpecin-Fenix \| + 1 min 10 s \| \| 9e \| Pascal Eenkhoorn \| Pays-Bas \| Jumbo-Visma \| + 1 min 10 s \| \| 10e \| Toon Aerts \| Belgique \| Baloise Trek Lions \| + 1 min 15 s \| |                   |                  |                       |                 |
| |                   |                  |                       |                 |
| Source : ProCyclingStats |                   |                  |                       |                 |
| Classement général |                   |                  |                       |                 |
| Coureur | Coureur           | Pays             | Équipe                | Temps           |
| 1er | Remco Evenepoel   | Belgique         | Deceuninck-Quick Step | 4 h 17 min 00 s |
| 2e | Yves Lampaert     | Belgique         | Deceuninck-Quick Step | + 45 s          |
| 3e | Gianni Marchand   | Belgique         | Tarteletto-Isorex     | + 53 s          |
| 4e | Finn Fisher-Black | Nouvelle-Zélande | Jumbo-Visma           | + 1 min 01 s    |
| 5e | Koen Bouwman      | Pays-Bas         | Jumbo-Visma           | + 1 min 07 s    |
| 6e | Connor Swift      | Royaume-Uni      | Arkéa-Samsic          | + 1 min 09 s    |
| 7e | Ide Schelling     | Pays-Bas         | Bora-Hansgrohe        | + 1 min 10 s    |
| 8e | Oscar Riesebeek   | Pays-Bas         | Alpecin-Fenix         | + 1 min 10 s    |
| 9e | Pascal Eenkhoorn  | Pays-Bas         | Jumbo-Visma           | + 1 min 10 s    |
| 10e | Toon Aerts        | Belgique         | Baloise Trek Lions    | + 1 min 15 s    |

### 3eétape
Le groupe de cinq échappés composé des Belges Cédric Beullens (Sport Vlaanderen Baloise), Andreas Goeman (Tarteletto) et Laurens Sweeck (Pauwels Bingoal), du Néerlandais Jan-Willem van Schip (Beat Cycling) et de l’Italien Mirco Maestri (Bariani) est repris par le peloton après le panneau indiquant les 5 derniers kilomètres. Le sprint est remporté par l'Australien Caleb Ewan (Lotto-Soudal).
| \| Classement de l'étape \| Classement de l'étape \| Classement de l'étape \| Classement de l'étape \| Classement de l'étape \| \| Coureur \| Coureur \| Pays \| Équipe \| Temps \| \| --------------------- \| --------------------- \| --------------------- \| ---------------------------------- \| --------------------- \| \| 1er \| Caleb Ewan \| Australie \| Lotto-Soudal \| 3 h 56 min 43 s \| \| 2e \| Michael Mørkøv \| Danemark \| Deceuninck-Quick Step \| + 0 s \| \| 3e \| Danny van Poppel \| Pays-Bas \| Intermarché-Wanty-Gobert Matériaux \| + 0 s \| \| 4e \| Matteo Moschetti \| Italie \| Trek-Segafredo \| + 0 s \| \| 5e \| Timothy Dupont \| Belgique \| Bingoal Pauwels Sauces WB \| + 0 s \| \| 6e \| Olav Kooij \| Pays-Bas \| Jumbo-Visma \| + 0 s \| \| 7e \| Bryan Coquard \| France \| B&B Hotels p/b KTM \| + 0 s \| \| 8e \| Thibau Nys \| Belgique \| \| + 0 s \| \| 9e \| Nils Eekhoff \| Pays-Bas \| Team DSM \| + 0 s \| \| 10e \| Niccolò Bonifazio \| Italie \| Total Direct Énergie \| + 0 s \| |                   |           |                                    |                 |
| |                   |           |                                    |                 |
| Source : ProCyclingStats |                   |           |                                    |                 |
| Classement de l'étape |                   |           |                                    |                 |
| Coureur | Coureur           | Pays      | Équipe                             | Temps           |
| 1er | Caleb Ewan        | Australie | Lotto-Soudal                       | 3 h 56 min 43 s |
| 2e | Michael Mørkøv    | Danemark  | Deceuninck-Quick Step              | + 0 s           |
| 3e | Danny van Poppel  | Pays-Bas  | Intermarché-Wanty-Gobert Matériaux | + 0 s           |
| 4e | Matteo Moschetti  | Italie    | Trek-Segafredo                     | + 0 s           |
| 5e | Timothy Dupont    | Belgique  | Bingoal Pauwels Sauces WB          | + 0 s           |
| 6e | Olav Kooij        | Pays-Bas  | Jumbo-Visma                        | + 0 s           |
| 7e | Bryan Coquard     | France    | B&B Hotels p/b KTM                 | + 0 s           |
| 8e | Thibau Nys        | Belgique  |                                    | + 0 s           |
| 9e | Nils Eekhoff      | Pays-Bas  | Team DSM                           | + 0 s           |
| 10e | Niccolò Bonifazio | Italie    | Total Direct Énergie               | + 0 s           |

| \| Classement général \| Classement général \| Classement général \| Classement général \| Classement général \| \| Coureur \| Coureur \| Pays \| Équipe \| Temps \| \| ------------------ \| ------------------ \| ------------------ \| ---------------------------- \| ------------------ \| \| 1er \| Remco Evenepoel \| Belgique \| Deceuninck-Quick Step \| 8 h 13 min 43 s \| \| 2e \| Yves Lampaert \| Belgique \| Deceuninck-Quick Step \| + 45 s \| \| 3e \| Gianni Marchand \| Belgique \| Tarteletto-Isorex \| + 53 s \| \| 4e \| Finn Fisher-Black \| Nouvelle-Zélande \| Jumbo-Visma Development Team \| + 1 min 01 s \| \| 5e \| Koen Bouwman \| Pays-Bas \| Jumbo-Visma \| + 1 min 07 s \| \| 6e \| Connor Swift \| Royaume-Uni \| Arkéa-Samsic \| + 1 min 09 s \| \| 7e \| Ide Schelling \| Pays-Bas \| Bora-Hansgrohe \| + 1 min 10 s \| \| 8e \| Oscar Riesebeek \| Pays-Bas \| Alpecin-Fenix \| + 1 min 10 s \| \| 9e \| Pascal Eenkhoorn \| Pays-Bas \| Jumbo-Visma \| + 1 min 10 s \| \| 10e \| Toon Aerts \| Belgique \| Baloise Trek Lions \| + 1 min 15 s \| |                   |                  |                              |                 |
| |                   |                  |                              |                 |
| Source : ProCyclingStats |                   |                  |                              |                 |
| Classement général |                   |                  |                              |                 |
| Coureur | Coureur           | Pays             | Équipe                       | Temps           |
| 1er | Remco Evenepoel   | Belgique         | Deceuninck-Quick Step        | 8 h 13 min 43 s |
| 2e | Yves Lampaert     | Belgique         | Deceuninck-Quick Step        | + 45 s          |
| 3e | Gianni Marchand   | Belgique         | Tarteletto-Isorex            | + 53 s          |
| 4e | Finn Fisher-Black | Nouvelle-Zélande | Jumbo-Visma Development Team | + 1 min 01 s    |
| 5e | Koen Bouwman      | Pays-Bas         | Jumbo-Visma                  | + 1 min 07 s    |
| 6e | Connor Swift      | Royaume-Uni      | Arkéa-Samsic                 | + 1 min 09 s    |
| 7e | Ide Schelling     | Pays-Bas         | Bora-Hansgrohe               | + 1 min 10 s    |
| 8e | Oscar Riesebeek   | Pays-Bas         | Alpecin-Fenix                | + 1 min 10 s    |
| 9e | Pascal Eenkhoorn  | Pays-Bas         | Jumbo-Visma                  | + 1 min 10 s    |
| 10e | Toon Aerts        | Belgique         | Baloise Trek Lions           | + 1 min 15 s    |

### 4eétape
Six coureurs font la course en tête. Il s'agit du Belge Jonas Rickaert (Alpecin Fenix), des Néerlandais Taco van der Hoorn (Intermarché Wanty Gobert) et Luuc Bugter (Beat Cycling), de l’Italien Samuele Zoccarato (Bardiani), de l'Irlandais Ryan Mullen (Trek Segafredo) et du Panaméen Roberto González (Vini Zabu). Jonas Rickaert est le dernier d'entre eux à être repris par le peloton à 7,3 kilomètres de l'arrivée au sommet de la côte de Houmart. Comme la veille, le sprint du peloton est gagné par l'Australien Caleb Ewan (Lotto-Soudal).
| \| Classement de l'étape \| Classement de l'étape \| Classement de l'étape \| Classement de l'étape \| Classement de l'étape \| \| Coureur \| Coureur \| Pays \| Équipe \| Temps \| \| --------------------- \| --------------------- \| --------------------- \| ---------------------------------- \| --------------------- \| \| 1er \| Caleb Ewan \| Australie \| Lotto-Soudal \| 3 h 37 min 48 s \| \| 2e \| Bryan Coquard \| France \| B&B Hotels p/b KTM \| + 0 s \| \| 3e \| Davide Ballerini \| Italie \| Deceuninck-Quick Step \| + 0 s \| \| 4e \| Giacomo Nizzolo \| Italie \| Qhubeka Assos \| + 0 s \| \| 5e \| Jasper De Buyst \| Belgique \| Lotto-Soudal \| + 0 s \| \| 6e \| Ide Schelling \| Pays-Bas \| Bora-Hansgrohe \| + 0 s \| \| 7e \| Loïc Vliegen \| Belgique \| Intermarché-Wanty-Gobert Matériaux \| + 0 s \| \| 8e \| Filippo Fiorelli \| Italie \| Bardiani CSF Faizanè \| + 0 s \| \| 9e \| Arjen Livyns \| Belgique \| Bingoal Pauwels Sauces WB \| + 0 s \| \| 10e \| Cyril Barthe \| France \| B&B Hotels p/b KTM \| + 0 s \| |                  |           |                                    |                 |
| |                  |           |                                    |                 |
| Source : ProCyclingStats |                  |           |                                    |                 |
| Classement de l'étape |                  |           |                                    |                 |
| Coureur | Coureur          | Pays      | Équipe                             | Temps           |
| 1er | Caleb Ewan       | Australie | Lotto-Soudal                       | 3 h 37 min 48 s |
| 2e | Bryan Coquard    | France    | B&B Hotels p/b KTM                 | + 0 s           |
| 3e | Davide Ballerini | Italie    | Deceuninck-Quick Step              | + 0 s           |
| 4e | Giacomo Nizzolo  | Italie    | Qhubeka Assos                      | + 0 s           |
| 5e | Jasper De Buyst  | Belgique  | Lotto-Soudal                       | + 0 s           |
| 6e | Ide Schelling    | Pays-Bas  | Bora-Hansgrohe                     | + 0 s           |
| 7e | Loïc Vliegen     | Belgique  | Intermarché-Wanty-Gobert Matériaux | + 0 s           |
| 8e | Filippo Fiorelli | Italie    | Bardiani CSF Faizanè               | + 0 s           |
| 9e | Arjen Livyns     | Belgique  | Bingoal Pauwels Sauces WB          | + 0 s           |
| 10e | Cyril Barthe     | France    | B&B Hotels p/b KTM                 | + 0 s           |

| \| Classement général \| Classement général \| Classement général \| Classement général \| Classement général \| \| Coureur \| Coureur \| Pays \| Équipe \| Temps \| \| ------------------ \| ------------------ \| ------------------ \| ---------------------------- \| ------------------ \| \| 1er \| Remco Evenepoel \| Belgique \| Deceuninck-Quick Step \| 11 h 51 min 31 s \| \| 2e \| Yves Lampaert \| Belgique \| Deceuninck-Quick Step \| + 45 s \| \| 3e \| Gianni Marchand \| Belgique \| Tarteletto-Isorex \| + 53 s \| \| 4e \| Finn Fisher-Black \| Nouvelle-Zélande \| Jumbo-Visma Development Team \| + 1 min 01 s \| \| 5e \| Koen Bouwman \| Pays-Bas \| Jumbo-Visma \| + 1 min 07 s \| \| 6e \| Connor Swift \| Royaume-Uni \| Arkéa-Samsic \| + 1 min 09 s \| \| 7e \| Ide Schelling \| Pays-Bas \| Bora-Hansgrohe \| + 1 min 10 s \| \| 8e \| Oscar Riesebeek \| Pays-Bas \| Alpecin-Fenix \| + 1 min 10 s \| \| 9e \| Toon Aerts \| Belgique \| Baloise Trek Lions \| + 1 min 15 s \| \| 10e \| Jasper De Buyst \| Belgique \| Lotto-Soudal \| + 1 min 15 s \| |                   |                  |                              |                  |
| |                   |                  |                              |                  |
| Source : ProCyclingStats |                   |                  |                              |                  |
| Classement général |                   |                  |                              |                  |
| Coureur | Coureur           | Pays             | Équipe                       | Temps            |
| 1er | Remco Evenepoel   | Belgique         | Deceuninck-Quick Step        | 11 h 51 min 31 s |
| 2e | Yves Lampaert     | Belgique         | Deceuninck-Quick Step        | + 45 s           |
| 3e | Gianni Marchand   | Belgique         | Tarteletto-Isorex            | + 53 s           |
| 4e | Finn Fisher-Black | Nouvelle-Zélande | Jumbo-Visma Development Team | + 1 min 01 s     |
| 5e | Koen Bouwman      | Pays-Bas         | Jumbo-Visma                  | + 1 min 07 s     |
| 6e | Connor Swift      | Royaume-Uni      | Arkéa-Samsic                 | + 1 min 09 s     |
| 7e | Ide Schelling     | Pays-Bas         | Bora-Hansgrohe               | + 1 min 10 s     |
| 8e | Oscar Riesebeek   | Pays-Bas         | Alpecin-Fenix                | + 1 min 10 s     |
| 9e | Toon Aerts        | Belgique         | Baloise Trek Lions           | + 1 min 15 s     |
| 10e | Jasper De Buyst   | Belgique         | Lotto-Soudal                 | + 1 min 15 s     |

### 5eétape
Un groupe de cinq attaquants se forme en début d'étape. Il se compose des Néerlandais Corné van Kessel (Intermarché-Wanty-Gobert), Piotr Havik (Beat Cycling) et Ryan Kamp (Pauwels Sauzen-Bingoal), du Français Cyril Lemoine (B&B Hotels) et du Belge Jordy Bouts (Beat Cycling). Ce groupe est repris par le peloton à une quinzaine de kilomètres de l’arrivée. Le Britannique Mark Cavendish (Deceuninck – Quick Step) remporte le sprint devant le Belge Tim Merlier (Alpecin-Fenix). 
| \| Classement de l'étape \| Classement de l'étape \| Classement de l'étape \| Classement de l'étape \| Classement de l'étape \| \| Coureur \| Coureur \| Pays \| Équipe \| Temps \| \| --------------------- \| --------------------- \| --------------------- \| ---------------------------------- \| --------------------- \| \| 1er \| Mark Cavendish \| Royaume-Uni \| Deceuninck-Quick Step \| 3 h 50 min 31 s \| \| 2e \| Tim Merlier \| Belgique \| Alpecin-Fenix \| + 0 s \| \| 3e \| Pascal Ackermann \| Allemagne \| Bora-Hansgrohe \| + 0 s \| \| 4e \| Dylan Groenewegen \| Pays-Bas \| Jumbo-Visma \| + 0 s \| \| 5e \| Nacer Bouhanni \| France \| Arkéa-Samsic \| + 0 s \| \| 6e \| Bryan Coquard \| France \| B&B Hotels p/b KTM \| + 0 s \| \| 7e \| Sasha Weemaes \| Belgique \| Sport Vlaanderen-Baloise \| + 0 s \| \| 8e \| Niccolò Bonifazio \| Italie \| Total Direct Énergie \| + 0 s \| \| 9e \| Caleb Ewan \| Australie \| Lotto-Soudal \| + 0 s \| \| 10e \| Danny van Poppel \| Pays-Bas \| Intermarché-Wanty-Gobert Matériaux \| + 0 s \| |                   |             |                                    |                 |
| |                   |             |                                    |                 |
| Source : ProCyclingStats |                   |             |                                    |                 |
| Classement de l'étape |                   |             |                                    |                 |
| Coureur | Coureur           | Pays        | Équipe                             | Temps           |
| 1er | Mark Cavendish    | Royaume-Uni | Deceuninck-Quick Step              | 3 h 50 min 31 s |
| 2e | Tim Merlier       | Belgique    | Alpecin-Fenix                      | + 0 s           |
| 3e | Pascal Ackermann  | Allemagne   | Bora-Hansgrohe                     | + 0 s           |
| 4e | Dylan Groenewegen | Pays-Bas    | Jumbo-Visma                        | + 0 s           |
| 5e | Nacer Bouhanni    | France      | Arkéa-Samsic                       | + 0 s           |
| 6e | Bryan Coquard     | France      | B&B Hotels p/b KTM                 | + 0 s           |
| 7e | Sasha Weemaes     | Belgique    | Sport Vlaanderen-Baloise           | + 0 s           |
| 8e | Niccolò Bonifazio | Italie      | Total Direct Énergie               | + 0 s           |
| 9e | Caleb Ewan        | Australie   | Lotto-Soudal                       | + 0 s           |
| 10e | Danny van Poppel  | Pays-Bas    | Intermarché-Wanty-Gobert Matériaux | + 0 s           |

## Classements finals

### Classement général final
Remco Evenepoel a creusé un écart suffisant sur ses principaux adversaires lors des deux premières étapes puis a bien contrôlé la course avec son équipe tout au long des trois dernières étapes. Il remporte le Tour de Belgique pour la seconde fois.
| \| Classement général \| Classement général \| Classement général \| Classement général \| Classement général \| \| Coureur \| Coureur \| Pays \| Équipe \| Temps \| \| ------------------ \| ------------------ \| ------------------ \| ---------------------------- \| ------------------ \| \| 1er \| Remco Evenepoel \| Belgique \| Deceuninck-Quick Step \| 15 h 41 min 59 s \| \| 2e \| Yves Lampaert \| Belgique \| Deceuninck-Quick Step \| + 46 s \| \| 3e \| Gianni Marchand \| Belgique \| Tarteletto-Isorex \| + 56 s \| \| 4e \| Finn Fisher-Black \| Nouvelle-Zélande \| Jumbo-Visma Development Team \| + 1 min 04 s \| \| 5e \| Ide Schelling \| Pays-Bas \| Bora-Hansgrohe \| + 1 min 08 s \| \| 6e \| Koen Bouwman \| Pays-Bas \| Jumbo-Visma \| + 1 min 08 s \| \| 7e \| Connor Swift \| Royaume-Uni \| Arkéa-Samsic \| + 1 min 12 s \| \| 8e \| Oscar Riesebeek \| Pays-Bas \| Alpecin-Fenix \| + 1 min 13 s \| \| 9e \| Toon Aerts \| Belgique \| Baloise Trek Lions \| + 1 min 13 s \| \| 10e \| Jasper De Buyst \| Belgique \| Lotto-Soudal \| + 1 min 18 s \| |                   |                  |                              |                  |
| |                   |                  |                              |                  |
| Source : ProCyclingStats |                   |                  |                              |                  |
| Classement général |                   |                  |                              |                  |
| Coureur | Coureur           | Pays             | Équipe                       | Temps            |
| 1er | Remco Evenepoel   | Belgique         | Deceuninck-Quick Step        | 15 h 41 min 59 s |
| 2e | Yves Lampaert     | Belgique         | Deceuninck-Quick Step        | + 46 s           |
| 3e | Gianni Marchand   | Belgique         | Tarteletto-Isorex            | + 56 s           |
| 4e | Finn Fisher-Black | Nouvelle-Zélande | Jumbo-Visma Development Team | + 1 min 04 s     |
| 5e | Ide Schelling     | Pays-Bas         | Bora-Hansgrohe               | + 1 min 08 s     |
| 6e | Koen Bouwman      | Pays-Bas         | Jumbo-Visma                  | + 1 min 08 s     |
| 7e | Connor Swift      | Royaume-Uni      | Arkéa-Samsic                 | + 1 min 12 s     |
| 8e | Oscar Riesebeek   | Pays-Bas         | Alpecin-Fenix                | + 1 min 13 s     |
| 9e | Toon Aerts        | Belgique         | Baloise Trek Lions           | + 1 min 13 s     |
| 10e | Jasper De Buyst   | Belgique         | Lotto-Soudal                 | + 1 min 18 s     |

### Classements annexes
| Classement par points | Classement par points | Classement par points | Classement par points | Classement par points |
| --------------------- | --------------------- | --------------------- | --------------------- | --------------------- |
|                       | Coureur               | Pays                  | Équipe                | Point(s)              |
| 1er                   | Caleb Ewan            | Australie             | Lotto Soudal          | 71 points             |
| 2e                    | Bryan Coquard         | France                | B&B Hotels            | 64 pts                |
| 3e                    | Remco Evenepoel       | Belgique              | Deceuninck-Quick Step | 45 pts                |
| modifier              |                       |                       |                       |                       |

| Classement de la combativité | Classement de la combativité | Classement de la combativité | Classement de la combativité | Classement de la combativité |
| ---------------------------- | ---------------------------- | ---------------------------- | ---------------------------- | ---------------------------- |
|                              | Coureur                      | Pays                         | Équipe                       | Point(s)                     |
| 1er                          | Cédric Beullens              | Belgique                     | Sport Vlaanderen-Baloise     | 46 points                    |
| 2e                           | Jonas Rickaert               | Belgique                     | Alpecin-Fenix                | 45 pts                       |
| 3e                           | Samuele Zoccarato            | Italie                       | Bardiani CSF Faizanè         | 31 pts                       |
| modifier                     |                              |                              |                              |                              |

| Classement par équipes | Classement par équipes             | Classement par équipes | Classement par équipes |
| Équipe                 | Équipe                             | Pays                   | Temps                  |
| ---------------------- | ---------------------------------- | ---------------------- | ---------------------- |
| 1re                    | Jumbo-Visma                        | Pays-Bas               | 47 h 09 min 47 s       |
| 2e                     | Alpecin-Fenix                      | Belgique               | + 35 s                 |
| 3e                     | Intermarché-Wanty-Gobert Matériaux | Belgique               | + 1 min 19 s           |
| 4e                     | Lotto Soudal                       | Belgique               | + 3 min 51 s           |
| 5e                     | B&B Hotels p/b KTM                 | France                 | + 4 min 02 s           |
| 6e                     | Bingoal Pauwels Sauces WB          | Belgique               | + 4 min 15 s           |
| 7e                     | Deceuninck-Quick Step              | Belgique               | + 4 min 17 s           |
| 8e                     | Qhubeka Assos                      | Afrique du Sud         | + 4 min 23 s           |
| 9e                     | Arkéa-Samsic                       | France                 | + 4 min 53 s           |
| 10e                    | Total Direct Énergie               | France                 | + 5 min 40 s           |

| Classement par équipes | Classement par équipes             | Classement par équipes | Classement par équipes |
| Équipe                 | Équipe                             | Pays                   | Temps                  |
| ---------------------- | ---------------------------------- | ---------------------- | ---------------------- |
| 1re                    | Jumbo-Visma                        | Pays-Bas               | 47 h 09 min 47 s       |
| 2e                     | Alpecin-Fenix                      | Belgique               | + 35 s                 |
| 3e                     | Intermarché-Wanty-Gobert Matériaux | Belgique               | + 1 min 19 s           |
| 4e                     | Lotto Soudal                       | Belgique               | + 3 min 51 s           |
| 5e                     | B&B Hotels p/b KTM                 | France                 | + 4 min 02 s           |
| 6e                     | Bingoal Pauwels Sauces WB          | Belgique               | + 4 min 15 s           |
| 7e                     | Deceuninck-Quick Step              | Belgique               | + 4 min 17 s           |
| 8e                     | Qhubeka Assos                      | Afrique du Sud         | + 4 min 23 s           |
| 9e                     | Arkéa-Samsic                       | France                 | + 4 min 53 s           |
| 10e                    | Total Direct Énergie               | France                 | + 5 min 40 s           |

## Évolution des classements
| Étape              | Vainqueur          | Classement général | Classement par points | Classement de la combativité | Classement par équipes   |
| ------------------ | ------------------ | ------------------ | --------------------- | ---------------------------- | ------------------------ |
| 1                  | Robbe Ghys         | Remco Evenepoel    | Robbe Ghys            | Robbe Ghys                   | Sport Vlaanderen-Baloise |
| 2                  | Remco Evenepoel    | Remco Evenepoel    | Remco Evenepoel       | Robbe Ghys                   | Jumbo-Visma              |
| 3                  | Caleb Ewan         | Remco Evenepoel    | Remco Evenepoel       | Cédric Beullens              | Jumbo-Visma              |
| 4                  | Caleb Ewan         | Remco Evenepoel    | Caleb Ewan            | Cédric Beullens              | Jumbo-Visma              |
| 5                  | Mark Cavendish     | Remco Evenepoel    | Caleb Ewan            | Cédric Beullens              | Jumbo-Visma              |
| Classements finals | Classements finals | Remco Evenepoel    | Caleb Ewan            | Cédric Beullens              | Jumbo-Visma              |